# 태국 교통부
교통부(태국어: กระทรวงคมนาคม, 영어: Ministry of Transport : MOT)는 태국 정부의 개발 및 건설과 국토, 해양, 항공 운송의 규제 시스템을 담당하는 부처다.

## 역사
교통부는 이전에 (태국어로는 같은 명칭이었지만) 통신부로 알려졌으며, 1941년에 설립되었다. 2002년 '부처, 정부기관 및 부서의 재편성, 불기 2545법'이 시행되면서 영어 명칭이 교통부로 변경되었다. 교통부(옛 통신부)는 교통 및 교통 관련 사업, 교통계획, 교통 인프라 개발 등을 총괄적으로 담당하도록 규정됐다.
2019년 교통부는 삭사암 치드초브 교통부 장관이 맡고 있다.

## 조직
교통부는 부처와 이윤을 창출하는 국영기업으로 구성되어 있다.

### 부서
- 장관실
- 상임이사실
- 해양부
- 육상교통부 (DLT)
- 공항부 (DOA)
- 태국 민간 항공부 (CAAT)
- 고속도로부 (DOH)
- 농촌 도로부 (DRR)
- 수송 및 교통 정책 기획실 (OTP)
- 철도 교통부 (DRT)

### 국영 기업
- 태국 국영 철도 (SRT)
- 태국 항만 공사 (PAT)
- 태국 대중 교통국 (MRTA)
- 태국 고속도로청 (EXAT)
- 방콕 대중 교통국 (BMTA)
- 민간 항공 훈련 센터 (CATC)
- 타이 항공
- 운송 유한 회사
- 태국 공항 공사 (AOT)
- 태국 항공 무선 유한 회사 (AEROTHAI)
- 수완나품 공항 호텔 유한 회사
- 태국-AMADEUS 동남아시아 유한 회사
- 수완나품 공항연결선
- 타이 스마일 항공

## 같이 보기
- 태국의 정부부처
- 대한민국 국토교통부
- 교통부